# Australasian Safari

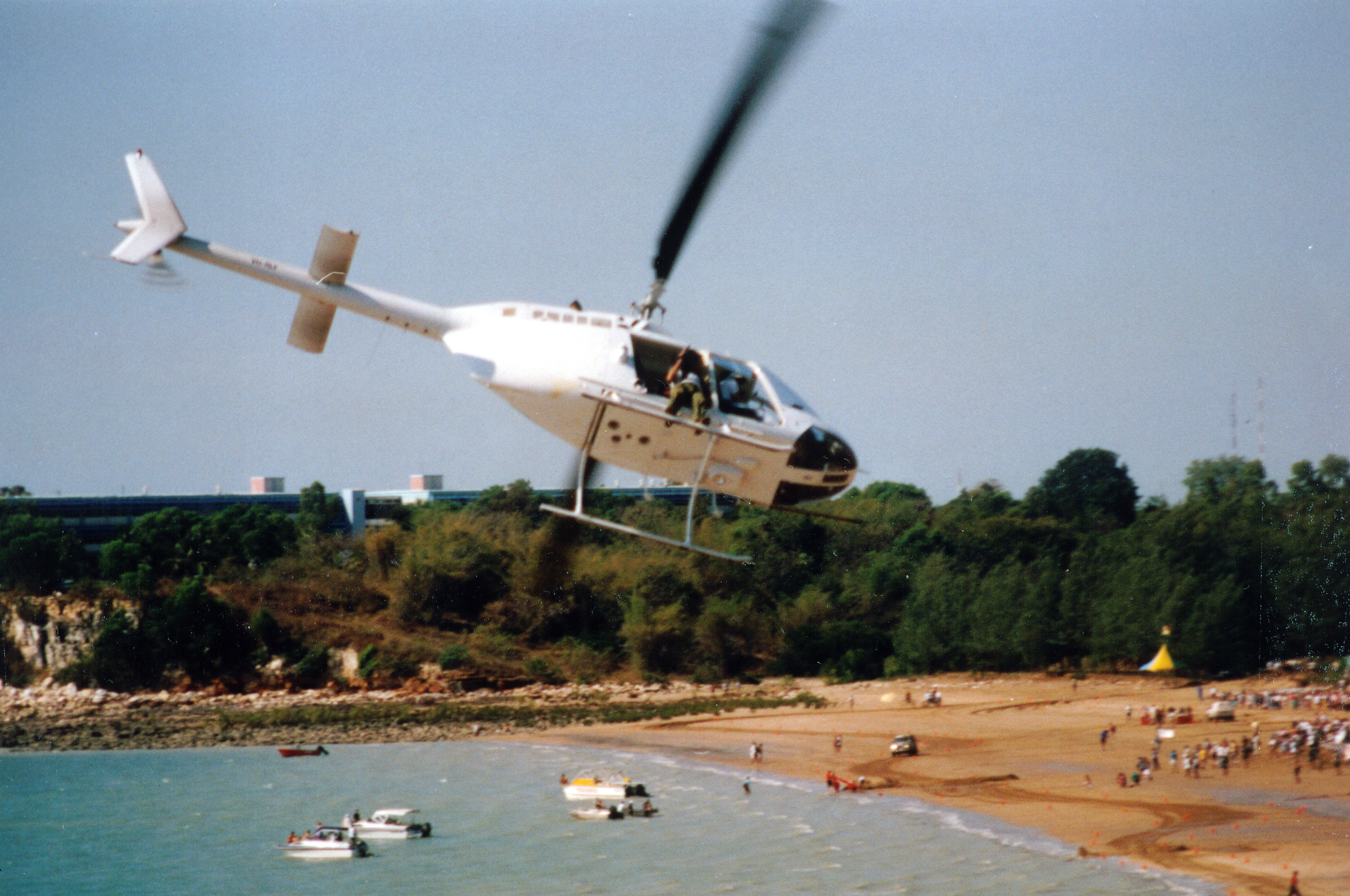
Zieleinlauf 1999 am Mindil Beach in Darwin

Die Australasian Safari war ein Rallye Raid, das von 1985 bis 2014 jährlich in Australien ausgetragen wurde. Die Rallye war 1994 und 1997 Teil des FIA Cross-Country Rally World Cup.
Die Australasian Safari wurde erstmals 1985 durchgeführt und fand in der Regel Mitte bis Ende August statt. Sie dauerte zwischen acht und zehn Tagen. In dieser Zeit wurden mehr als 5000 Kilometer überwiegend im Outback zurückgelegt. Zur Rallye zugelassen waren zunächst nur PKW und Motorräder, bis ab 2008 eine eigene Quad-Klasse eingeführt wurde.
Zur ersten Ausgabe 1985 ging ein internationales Starterfeld mit mehr als 200 Fahrern an den Start, von denen nur etwa 25 % das Ziel erreichten. Teilnehmer waren beispielsweise John Hederics (sechsmaliger Gewinner in der Motorradklasse und dreifacher Gewinner in der Klasse der PKW), Peter Brock, Ross Dunkerton, Craig Lowndes, Annie Seel, der AFL Spieler Tony Lockett und Larry Perkins auf VW Käfer.
Zur 1988er Ausgabe und dem zweihundertjährigen Bestehen Australiens wurde eine Strecke von über 9000 Kilometer durch vier australische Bundesstaaten in 15 Tagen befahren. An der Rallye nahmen etwa 700 Personen teil, davon 330 Fahrer und Copiloten mit 192 Fahrzeugen. Sie startete in Alice Springs und führte von der Tanamiwüste über Kimberley, Darwin und durch den Gulf Country nach Sydney. Über die Hälfte der Starter fiel aus und erreichte das Ziel nicht.
Nachdem die Westaustralische Tourismusbehörde die Finanzierung einstellte, fand die Australasian Safari 2014 zum letzten Mal statt.